# Sudan Południowy na Mistrzostwach Świata w Lekkoatletyce 2023
Sudan Południowy na Mistrzostwach Świata w Lekkoatletyce 2023 – reprezentacja Sudan Południowego podczas mistrzostw świata w Budapeszcie liczyła jednego zawodnika.

## Skład reprezentacji

### Mężczyźni
| Zawodnik     | Konkurencja    | Eliminacje | Eliminacje | Półfinał | Półfinał | Finał | Finał   | Źródło |
| Zawodnik     | Konkurencja    | Wynik      | Pozycja    | Wynik    | Pozycja  | Wynik | Pozycja | Źródło |
| ------------ | -------------- | ---------- | ---------- | -------- | -------- | ----- | ------- | ------ |
| Abraham Guem | bieg na 1500 m | 3:37,85    | 33.        | NQ       | NQ       | NQ    | NQ      | [ 1 ]  |